# Juan Iranzo (poeta)
Juan Iranzo  fue un poeta español del siglo XVI.

## Biografía
Las escasas noticias que tenemos las debemos a la citación que en su laude hacen Gonzalo Argote de Molina y Juan de la Cueva. El autor del Discurso sobre la poesía castellana dice, al hablar, entre otros, de Iranzo que "de lo que escribieron tenemos buena muestra de lo que pudieron más hacer y lástima de lo que se perdió con su muerte" y esto después de la singular mención del Ingenioso Iranzo.
El autor del Ejemplar poético nombra terminantemente a Iranzo y asegura que conquistó premios en justas poéticas.